# Holoholo (poble)
Els holoholo (o holo-holo, o baholoholo, entenent que ba indica el plural, holo o kalanga) és una nació de cultura i llengua bantú de l'Àfrica central i oriental, establerta a l'actual República Democràtica del Congo, a la província de Katanga, i a Tanzània, prop del llac Tanganyka. La majoria viuen a prop de la ciutat de Kalemie, al llac Tanganica, i a la riba oposada del llac, al districte d'Uvinza, a la regió de Kigoma, a Tanzània .

## Llengua i etimologia

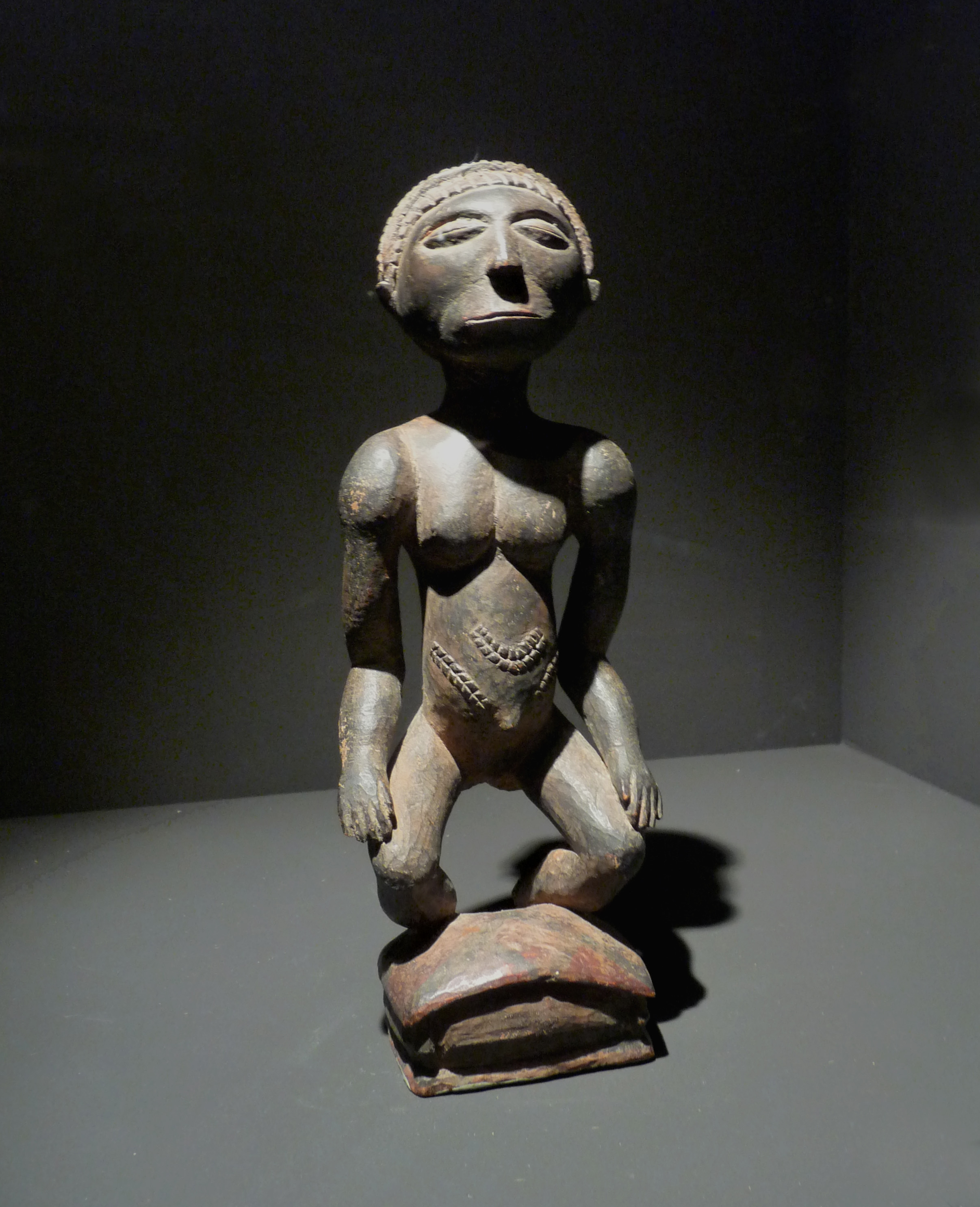
Estatueta femenina dels Holo de la República Democràtica del Congo

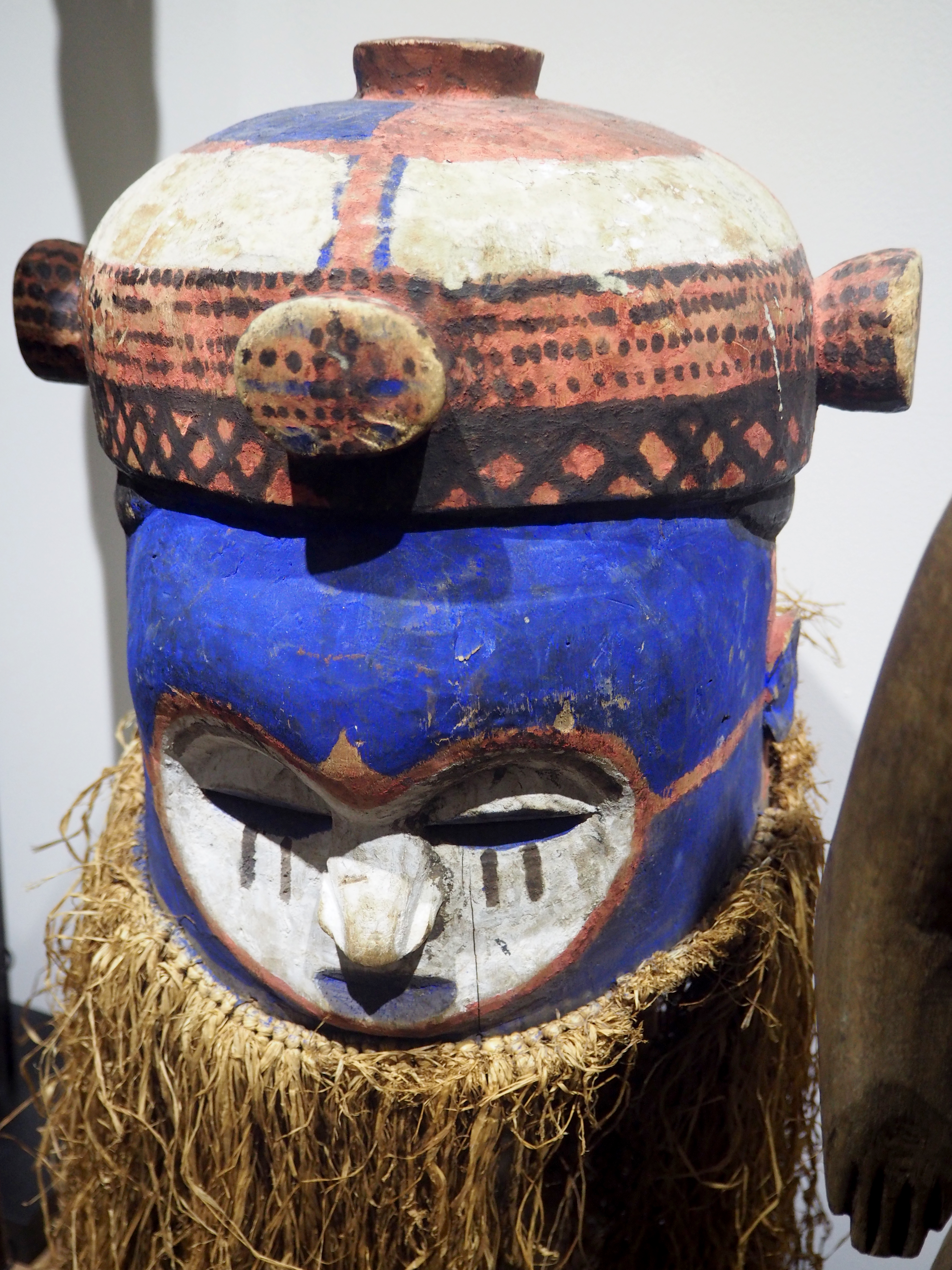
Màscara del poble holo de Tanzània.

Aquesta nació parla la llengua holoholo, una llengua bantú el nombre de parlants de la qual a la República Democràtica del Congo es calculava en 15 500 l'any 2002.
Els colons belgues els van donar el nom d'"Holoholo" a partir del so de la seva salutació, nom pel qual són més coneguts a Occident. Tanmateix, el nom propi, "kalanga", significa "persones que hi eren abans" de la població actual.

## Història i mitologia
Els holoholo són un poble matrilineal, descendents del poble Baguha que va fugir de l'Imperi Luba quan s'estava expandint cap a l'est, al segle XVIII, establint-se al voltant de Kalemie, on el riu Lukuga deixa el llac. Durant el període de domini luba que va seguir l'expansió cap a l'est, amb el rei Ilunga Sungu, al voltant del 1800, les societats secretes bambudye es van introduir entre els holoholo i altres pobles, propagant les tradicions orals de la família reial Luba. Els holoholo van adoptar i adaptar el mite de la seva gènesi dels Luba, segons qual creuen que hi havia una muntanya anomenada Ilunga Sungu al costat oest de la província de Lualaba, al cor de Luba, on es situava la cort d'Ilunga Sungu a Katende.
Els holo que viuen a Tanzània, al voltant de la muntanya Kungwe, conserven la tradició que assegura que els seus avantpassats van venir del costat del Congo, per mitjà d'una llarga illa que connectava la muntanya Kungwe amb el llac. Tanmateix, com que nivell d'aigua d'aquest és molt variable, és concebible que en realitat el travessessin en un moment en què era molt més baix que l'actual, quan hauria quedat al descobert part de la carena que separa les conques nord i sud de l'estany.

## Economia i població
Al llibre de Joseph Maes i Olga Boone, del 1935, titulat Les peuplades du Congo belge, es descriu als holoholo vivint a banda i banda del Lukuga. Es van convertir en intermediaris en el tràfic d'esclaus d'àrabs i d'africans. Amb la supressió d'aquest comerç, l'economia d'aquesta nació es va enfonsar i les malalties i la guerra local van delmar la població.
Avui l'economia es basa principalment en l'agricultura, el sorgo, el blat de moro, els cacauets i els fesols. Pel que fa al peix, el capturen amb pesca de xarxes, i l'assequen i venen localment, a ja és la principal economia de la zona. El sorgo l'utilitzen per fer cervesa.
Milers d'holoholo s'havien instal·lat al costat de del llac Tanganyikan el 1915, després d'haver navegat en canoes. Un cens del 1948 va comptar 4.410 holoholo a Tanganica. El 1987, el poble holoholo tenia una població estimada de 12.500 a Tanzània. Tradicionalment vivien a les muntanyes Mahale, a la riba est del llac enfront de Kalemie. No obstant això, van ser expulsats d'aquesta zona després del 1979, quan el govern va decidir crear el Parc Nacional de les Muntanyes Mahale, l'any 1985.